# Gornje Krnjino
Gornje Krnjino (szerbül Горње Крњино) egy falu Szerbiában, a Piroti körzetben, a Babušnicai községben.

## Népesség
- 1948-ban 665 lakosa volt.
- 1953-ban 700 lakosa volt.
- 1961-ben 673 lakosa volt.
- 1971-ben 561 lakosa volt.
- 1981-ben 377 lakosa volt.
- 1991-ben 321 lakosa volt
- 2002-ben 248 lakosa volt, akik közül 235 szerb (94,75%) és 13 roma.